# Les Domaines agricoles
 (octobre 2015).
Si vous disposez d'ouvrages ou d'articles de référence ou si vous connaissez des sites web de qualité traitant du thème abordé ici, merci de compléter l'article en donnant les références utiles à sa vérifiabilité et en les liant à la section « Notes et références ».
Les Domaines agricoles est une entreprise marocaine du secteur de l'agroalimentaire créée en 1960. 
Cette société, répartie sur l'ensemble du territoire marocain, emploie entre 3 000 et 5 000 collaborateurs sur plusieurs sites de production agricole et agro-industrielle.
Les Domaines agricoles sont spécialisés dans la production et la transformation agricoles (agrumes, maraîchage, arboriculture fruitière, élevage et produits laitiers, plantes aromatiques, apiculture, aquaculture). L'entreprise portait anciennement le nom de Les Domaines royaux.

## Description
Compte tenu de la diversité des activités des Domaines agricoles, l'entreprise a opté pour une organisation en business units. Cette organisation est supportée par :
- Un siège, dont le rôle est de concevoir les stratégies et les politiques, et d’assurer les synergies ;
- Quatre Business Units totalement intégrées, responsables de la gestion opérationnelle des activités et de l’optimisation de la chaîne de valeurs :

1. les produits laitiers
2. les agrumes
3. les fruits et légumes
4. les arômes et spécialités

- Une entité « Domaines Export », qui commercialise les fruits et légumes des Domaines agricoles depuis fin 2014, à travers un réseau de distribution diversifié (grossistes, grandes et moyennes surfaces et grandes surfaces spécialisées frais). Les Domaines Export sont présents dans plusieurs régions du monde, au Canada et aux États-Unis mais aussi en Europe, au Moyen-Orient, en Afrique jusqu’au Pays de l’Est et en Russie.

Depuis plus de 20 ans, c’était GEDA (Groupe d’exportation des Domaines agricoles) qui s’occupait de la commercialisation des produits vers l’Union européenne pour les Domaines agricoles, et MFB (Maroc Fruit Board) qui se chargeait de l’exportation vers les pays hors Union européenne.

### Marques
Les Domaines agricoles ont créé de nombreuses marques, pour chacune une identité propre : 
- Les Domaines : c'est un label de qualité qui regroupe l'ensemble des produits d'épicerie, des fruits et légumes, de saurisserie, ainsi que la plupart des produits professionnels.
- Les Domaines (boutique) : le réseau de boutiques proposant aux clients des produits frais naturels et une traçabilité totale. Il est composé à ce jour de cinq points de vente : trois à Casablanca (Tamaris, Bourgogne et Californie),  un autre à Rabat (Souissi) et un à Marrakech (Hivernage). Le réseau physique est supporté par une boutique en ligne.

 et qui sont certifiés par des organismes internationaux. 
- Chergui : pour l’ensemble des produits laitiers.
- Afourer : la star mondiale des agrumes est marocaine. Elle porte la marque Afourer. Elle est le fruit de nombreuses années de recherche et développement en collaboration avec l'INRA.
- Tiyya : c'est la marque de produits cosmétiques qui représente un trait d’union entre tradition, modernité et naturalité. Elle est également la première marque cosmétique marocaine à adhérer au label Cosmébio de l'Association Professionnelle française de la Cosmétique  Ecologique et Biologique.
- Les Arômes du Maroc : la marque B to B qui représente le fournisseur mondialement reconnu de matières premières naturelles (huiles essentielles et végétales, concrètes et absolues) pour les industries des arômes, de parfums et de cosmétiques[3].
- Ormantine : la marque Ormantine est une marque d'agrumes de premier choix destiné à l'export.
- Royal Golf de Marrakech : un parcours de golf mythique qui s’inscrit dans la lignée des plus beaux parcours historiques internationaux, associé à une grande qualité de service.

## Régions de production[4][sourceinsuffisante]
- Agadir : ses conditions climatiques sont idéales pour la culture d’agrumes.
- Béni Mellal : céréales, olives et agrumes sont produites dans cette ville et dans ses environs, du fait qu’elle dispose de nombreuses plaines et de sols propices à la culture.
- Berkane : la production de clémentines et oranges de tables est favorisée par les barrages hydrauliques qui se trouvent non loin de cette ville du nord-est marocain.
- Gharb : première région apicole du Maroc, la plaine du Gharb regorge de ruches. Par ailleurs, son climat méditerranéen lui confère la possibilité d’accueillir des productions agricoles puisqu’il y pleut régulièrement.
- Marrakech : située entre la cote océanique et le désert du Sahara, Marrakech présente un climat très favorable à l’agrumiculture.

## Filières
Les Domaines agricoles interviennent dans de nombreuses filières et chacune d'elles est totalement intégrée. Les filières sont au nombre de neuf :
1. élevage et produits laitiers (bovins, caprins, ovins)
2. agrumes
3. arboriculture (autres qu'agrumes)
4. maraîchage
5. grandes cultures
6. plantes aromatiques
7. aquaculture
8. apiculture
9. export
10. boutiques
11. loisirs.

### Les produits laitiers Chergui
Il s’agit de la marque de produits laitiers appartenant aux Domaines agricoles, qui produit des laits, des yaourts à la cuillère ou à boire, des jus de fruits au lait, du leben, des desserts bicouche aux fruits et des fromages. Les Domaines agricoles disposent d’un cheptel bovin et caprin composé des races les plus performantes[réf. nécessaire], leurs vaches et chèvres sont nourries en majorité par leur propre production fourragère. Le lait qu’elles produisent est ensuite transformé par leurs propres unités. Cette traçabilité totale leur permet d’offrir à leurs consommateurs, des produits de premier choix[non neutre].
Tous les produits Chergui bénéficient du label « Produit fermier », dont les marques : DAYA, Finesse, Les Plaisirs de Chergui, Fawakih, Llben, RAIB, Bifidus, Jnane…

### Fruits et légumes
Les Domaines Agricoles disposent de diverses variétés de fruits et légumes, ce qui lui permet de mettre en vente plus de quinze espèces sur le marché national et international, tout au long de l'année. 

#### Agrumes
Oranges de table, oranges à jus, clémentines, mandarines, pomélos et citrons sont cultivés sur tout le territoire marocain. 

#### Plants
- Plants d’agrumes : C’est dans les années 1970 que les Domaines agricoles se sont lancés dans les parcs semenciers et les greffons d’agrumes.
- Plants de palmiers dattiers : Les Domaines agricoles participent largement à la reconstitution de la palmeraie marocaine et c'est le premier producteur de plants de la variété Majhoul.
- Plants de bananiers : Les Domaines agricoles produisent les variétés Grandes Naines et Nathan, toutes issues de la culture in vitro.
- Plants de caroubiers et d’arganiers : C’est par greffage dans les laboratoires des Domaines agricoles que les plants de caroubiers et d’arganiers ont vu le jour au Maroc.[pertinence contestée]
- Plantes ornementales : Les pépinières ornementales des Domaines agricoles cultivent de nombreuses espèces d’intérieur et d’extérieur. Cette collection regroupe des palmiers, des bambous, arbres et arbustes ainsi que des plantes grasses et grimpantes.

### Parfumerie et les cosmétiques
Depuis leur 70 ans d’existence et leur collaboration avec les maîtres parfumeurs de Grasse, la marque les Arômes du Maroc a acquis une renommée mondiale[non neutre]. [réf. nécessaire]

### Aquaculture
Les Domaines agricoles ont été parmi les premiers, en 1989, à implanter des unités de transformation de poisson sur le continent africain. Depuis, la production piscicole a bondi et désormais on trouve à Aïn Aghbal et dans le fleuve Oum Errabiaa des truites élevées en eau pure et en milieu naturel. 

### Apiculture
Pollen, miels et gelée royale sont produits dans différentes régions marocaines, tandis que l’extraction, le stockage et le conditionnement sont réalisés au sein de la station apicole du Gharb. 
Les Domaines agricoles font partie des rares producteurs marocains à réaliser la sélection massale et l'élevage de reines à partir de colonies sélectionnées.[pertinence contestée]

### Export
La force d’un Groupe d’envergure internationale, comme Les Domaines Agricoles, réside dans sa stratégie
d’expansion et le développement continu de son entité Les Domaines Export, assurant ainsi la distribution des
fruits et légumes à travers un réseau diversifié à dimension internationale. Les Domaines Export sont présents dans
plusieurs régions du monde, au Canada et aux États-Unis mais aussi en Europe, au Moyen-Orient, en Afrique,
au Pays de l’Est et en Russie.

### Boutique
Le réseau de boutiques, concept original proposant au client des produits ultra frais 100% naturels et offrant une traçabilité totale. le réseau de boutiques est composé, à ce jour, de cinq points de vente à Casablanca, Rabat et Marrakech.
Le réseau physique est supporté par une boutique en ligne.

## Soutien à la recherche
Les Domaines agricoles se veulent être un laboratoire d'essai et de recherche pour l'agriculture marocaine et le développement rural. Leurs différents laboratoires sont spécialisés en biotechnologie appliquée à la propagation In Vitro, en élevage d'auxiliaires, en production de matériel végétal certifié et réactif pour le diagnostic sanitaire.  

## Évolution
Responsabilité sociale et environnementale
En accompagnement de la Charte Nationale de l’Environnement et du Développement Durable, et conformément à la vision stratégique des Domaines Agricoles, nous avons l’ambition d’être une référence en matière de développement durable en favorisant une croissance responsable qui allie le respect de l’environnement à l’engagement social.en ce sens que Les Domaines Agricoles ont entrepris de nombreuses actions structurantes qui reflètent son engagement et ses objectifs stratégiques dont, notamment :
- la gestion des déchets solides par le tri, la collecte et la valorisation des déchets ;
- le compostage grâce à la valorisation des déchets organiques ;
- l’efficacité énergétique via l’optimisation de la consommation énergétique au niveau de ses sites ;
- le recours aux énergies renouvelables ;
- la gestion optimisée de la ressource eau ;
- l’agriculture et l’élevage raisonnés moyennant la diminution de l’utilisation des intrants chimiques et en privilégiant la santé et la sécurité des consommateurs ;
- la pratique d’une agriculture sans glyphosate et d’élevages sans soja ;;
- le reboisement des zones incultes
- la lutte biologique grâce à l’utilisation des auxiliaires (insectes amis) ;
- l’engagement social et sociétal au niveau de ses zones d’implantation.